# Sông Adelaide
Sông Adelaide là một con sông nằm tại Lãnh thổ Bắc Úc.

## Vai trò
Sông chảy qua Công viên quốc gia Litchfield và tiếp tục  về phía bắc đến eo biển Clarence, được hợp thành bởi tám nhánh bao gồm nhánh tây của sông Adelaide, lạch Coomalie, sông Margaret và lạch Marrakai, trước khi đổ ra cửa sông ở vịnh Adam ở eo biển Clarence. Mực nước sông có chỗ hạ thấp 151 mét (495 ft) trong khoảng 238 km (148 dặm). Diện tích lưu vực của sông là 7.640 km vuông (2.950 sq mi).7.640 kilômét vuông (2.950 dặm vuông Anh).
Sông Adelaide được bắc qua bởi cả đường cao tốc Stuart, tiếp giáp với thị trấn của Adelaide River và đường cao tốc Arnhem gần Humpty Doo.
Sông Adelaide nổi tiếng là nơi tập trung nhiều cá sấu nước mặn, cùng với các loài động vật hoang dã khác bao gồm đại bàng biển bụng trắng, diều hâu, cá sấu nước ngọt, cá mập bò và cáo bay đen. Vùng hạ lưu của sông cũng tạo thành một vùng đầm lầy sông Adelaide và Mary. Đây là vùng sinh sống của loài cá nhám đuôi dài và cá nhám răng cưa có nguy cơ tuyệt chủng cực kỳ nguy cấp.

## Lịch sử
Người bản địa Úc (các bộ lạc Warray và Koongurrukun) đã có mặt trên lưu vực sông hàng trăm năm.
Trung úy Fitzmaurice, dưới sự chỉ huy của thuyền trưởng John Lort Stokes, đã phát hiện ra dòng sông trong một chuyến thám hiểm chèo thuyền. Cuộc thám hiểm là một phần trong chuyến đi của tàu khảo sát của Hải quân Hoàng gia Anh HMS Beagle vào năm 1839, và con sông được đặt tên để vinh danh vương hậu Adelheld.